# Münchehofe

Münchehofe  est une commune de Brandebourg (Allemagne), située dans l'arrondissement de Dahme-Forêt-de-Spree.

## Personnalités liées à la ville
- Richard Dehmel (1863-1920), écrivain né à Hermsdorf.